# Темпл Хилс (Мериленд)
Темпл Хилс (енгл. Temple Hills) насељено је место без административног статуса у америчкој савезној држави Мериленд.

## Демографија
По попису из 2010. године број становника је 7.852, што је 60 (0,8%) становника више него 2000. године.
| Група             | 2000.         | 2010.         |
| Белци             | 651 (8,4%)    | 332 (4,2%)    |
| Афроамериканци    | 6.624 (85,0%) | 6.825 (86,9%) |
| Азијати           | 109 (1,4%)    | 94 (1,2%)     |
| Хиспаноамериканци | 342 (4,4%)    | 484 (6,2%)    |
| Укупно            | 7.792         | 7.852         |